# Jeanne Theoharis
Jeanne Theoharis é professora ilustre de ciência política no Brooklyn College.
Seu livro A More Beautiful and Terrible History; The Uses and Misuses of Civil Rights History ganharam o Prêmio da Biblioteca Pública de Brooklyn de 2018 por Não-ficção. Seu livro The Rebellious Life of Mrs. Rosa Parks, ganhou um NAACP Image Award 2014 e o Letitia Woods Brown Award de 2013 da Associação de Historiadoras de Mulheres Negras.

## Vida
Ela se formou na Universidade de Harvard e na Universidade de Michigan. O pai dela é Athan Theoharis.

## Obras
Ensaios
- Biografia de Rosa Parks: um recurso para o ensino de Rosa Parks
- Theoharis, Jeanne, 2016. "A MLK nunca fecharia uma rodovia e outros 6 mitos sobre o movimento dos direitos civis e a questão da vida negra", The Root, 15 de julho.
- Theoharis, Jeanne, Burgin, Say, 2015. "Rosa Parks não era manso, passivo ou ingênuo - e 7 outras coisas que você provavelmente não aprendeu na escola", The Nation, 1º de dezembro.
- Marchevsky, Alejandra e Jeanne Theoharis, 2006. Não está funcionando: imigrantes latinos, empregos com baixos salários e o fracasso da reforma social. NYU Press.
- Marchevsky, Alejandra, Theoharis, Jeanne, 2016. "Por que importa que Hillary Clinton defendeu a reforma do bem-estar" The Nation, 1 de março.
- The Rebellious Life of Mrs. Rosa Parks. [S.l.: s.n.] 29 de janeiro de 2013. ISBN 978-0-8070-5048-4[8]

Livros
- Noel S. Anderson; Jeanne Theoharis; Gaston Alonso; Celina Su (1 de maio de 2009). Our Schools Suck: Students Talk Back to a Segregated Nation on the Failures of Urban Education. [S.l.: s.n.] ISBN 978-0-8147-8320-7
- Theoharis, J. A More Beautiful and Terrible History: The Uses and Misuses of Civil Rights History. [S.l.: s.n.] ISBN 978-0-8070-7587-6
- Brian Purnell; Jeanne Theoharis; with Komozi Woodard. The Strange Careers of the Jim Crow North: Segregation and Struggle outside of the South. [S.l.: s.n.] ISBN 9781479820337

Editor
- Jeanne Theoharis; Komozi Woodard, eds. (1 de janeiro de 2005). Groundwork: Local Black Freedom Movements in America. [S.l.: s.n.] ISBN 978-0-8147-8285-9
- Jeanne Theoharis; Komozi Woodard, eds. (1 de novembro de 2009). Want to Start a Revolution?: Radical Women in the Black Freedom Struggle. [S.l.: s.n.] ISBN 978-0-8147-3230-4
- Jeanne F. Theoharis, Komozi Woodard, orgs. Liberdade Norte: Lutas negras pela liberdade fora do sul, 1940-1980, Palgrave Macmillan, 2003,